# Extreme Movie
Extreme Movie ist eine US-amerikanische Filmkomödie aus dem Jahr 2008. Regie führten Adam Jay Epstein und Andrew Jacobson. Der Film nimmt in Form einer Anthologie das Sexualleben von Teenagern durch Überzeichnung diverser, aus US-amerikanischen Teenie-Filmen bekannter Klischees auf den Arm.

## Handlung
Der 18-Jährige Mike ist total in Stacy, ein Mädchen in seiner Klasse an der High School verknallt. Doch bereits sein Sexualkunde-Lehrer Matthew Lillard rät ihm, jene sei eigentlich viel zu hübsch für ihn und daher unerreichbar. Seine Freunde wollen nur sein Bestes und spendieren ihm eine Prostituierte, was aber ein ziemlicher Reinfall für ihn wird. Aus Versehen landet Mike bei einem Porno-Dreh – dort wird er für einen Darsteller gehalten. Doch nach einer imposant getanzten Musicalnummer fasst Mike nun Selbstvertrauen. Er geht auf Stacy zu und küsst sie. Jene ist von der Spontanität ganz hingerissen und möchte sofort ein Date mit ihm.
In der Zwischenzeit werden weitere Jugendliche der High School bei ihren sexuellen Abenteuern gezeigt. So ist Ronny statt von Mädchen von Abraham Lincoln besessen. Er baut eine Zeitmaschine und reist in die Vergangenheit, wo er tatsächlich von Abraham Lincoln erwartet wird. Der Sex mit ihm ist jedoch eine Enttäuschung. Die Jungs Barry und Leon hingegen konstruieren sich ihre Traumfrau auf dem Computer. Als es zu einer Materialisation kommt erscheint jedoch eine übergewichtige, sexbesessene Lady und lässt die Jungs flüchten. Fred wiederum lernt ein Mädchen im Internet kennen. Als sich die beiden Treffen wollen vertut sich Fred in der Tür und gerät in die Wohnung einer resoluten Dame. Diese prügelt ihn aus dem Haus. Len hingegen wacht halb benommen auf, neben sich eine Frau und ein Mann, die von seinen bisexuellen Eskapaden erzählen. Auch die Eltern unten im Haus sind entsetzt. Schließlich wird unter großem Jubel das ganze als Streich mit der „Versteckten Kamera“ entlarvt.

## Produktion
Regie führte das Drehbuchautoren-Duo von Nicht noch ein Teenie-Film!, Adam Jay Epstein und Andrew Jacobson. Die als Anthologie aneinandergereihten Kurzgeschichten wurden von einer Reihe von Sketch-Schreibern der NBC-Comedy-Show Saturday Night Live geschrieben.

## Kritik
Auf der Filmbewertungswebsite Rotten Tomatoes bekam der Film bei über 13000 Zuschauerbewertungen eine zustimmende Bewertung von lediglich 18 % der Stimmen. Auf der Website sind keine professionellen Kritiken für diesen Film vermerkt. Bei über 9600 Bewertungen auf IMDb bekam der Film 3,8 von 10 Punkten.
Das Lexikon des internationalen Films urteilte, bei der Produktion handle es sich um eine „Parodie auf einschlägige Teenie-Komödien“, die keine „kohärente Handlung“ aufweise. Die „dilettantische Umsetzung“ treibe im Zusammenspiel mit „rassistische[m], homophobe[m] und frauenfeindliche[m] Pseudo-Humor“ jegliche Komik aus.